# Rugosophysis baocensis
Rugosophysis baocensis är en skalbaggsart som beskrevs av Komiya och Alain Drumont 2008. Rugosophysis baocensis ingår i släktet Rugosophysis och familjen långhorningar.
Artens utbredningsområde är Filippinerna. Inga underarter finns listade i Catalogue of Life.